# Guitar Town
Albums de Steve Earle
Exit 0
(1987)
Guitar Town est un album mythique qui lança la carrière de Steve Earle et que d'aucuns considèrent comme l'un de ceux qui ont contribué au renouveau de la country, dans les années 1980 à Nashville.

## À propos de l'album
La réalisation du disque tint fortement au soutien que Douglas "Noel" Fox, qui avait été l'une des voix de basse des Oak Ridge Boys de 1967 à 1972, et qui avait pris en 1978, la direction de Silverline/Goldline Music Inc., un éditeur de musique dont les Oak Ridge Boys étaient les propriétaires, apporta à Steve Earl, auquel il avait dressé un contrat d'auteur-compositeur.
L'enregistrement de l'album fut l'occasion, pour Steve Earle, de convaincre Richard Bennett de quitter Los Angeles pour venir travailler à Nashville.
Noel Fox, pour sa part, fit le siège de Tony Brown (en) qui travaillait comme responsable de nouveaux talents, sous la direction de Jimmy Bowen chez MCA Records à Nashville afin que celui-ci produise l'album.
L'album est cité dans l'ouvrage de référence de Robert Dimery « 1001 albums qu'il faut avoir écoutés dans sa vie ».

## Carrière commerciale
« Guitar Town » fut enregistré au studio Back Stage des Sound Stage Studios à Nashville, et mixé, en décembre 1985, aux Castle Recording Studios à Franklin. L'album fut publié en mars 1986 et n'attira pas beaucoup d'attention à Nashville. Le premier single qui contenait « Hillbilly Highway » et « Down The Road » atteignit les trentièmes places des hit-parade country, puis en disparut. L'attention sur l'album fut surtout attirée par des chroniqueurs de rock : Robert Christgau dans The Village Voice, Dave Marshall dans Rock and Roll Confidential, et Robert Hilburn dans le Los Angeles Times. Un second single qui contenait « Guitar Town » et « Little Rock 'N' Roller » fut publié et atteignit la septième place du palmarès Hot Country Songs et quelques semaines après, l'album devint numéro 1 du classement Top Country Catalog Albums de Billboard magazine.
L'album a été remastérisé et réédité en 2002. La piste « State Trooper », une chanson de Bruce Springsteen, qui avait été enregistrée au théâtre Park West de Chicago, en 1986, ne figurait pas sur l'édition originale.

## Liste des chansons
| 1.    | Guitar Town (Steve Earle)                                                             | 2:33 |
| 2.    | Goodbye's All We've Got Left (Steve Earle)                                            | 3:24 |
| 3.    | Hillbilly Highway (Steve Earle, Jimbeau Hinson)                                       | 3:38 |
| 4.    | Good Ol' Boy (Gettin' Tough) (Steve Earle, Richard Bennett)                           | 3:58 |
| 5.    | My Old Friend The Blues (Steve Earle)                                                 | 3:07 |
| 6.    | Someday (Steve Earle). Enregistrée avec Paul Franklin à la pedal steel guitar.        | 3:47 |
| 7.    | Think It Over (Steve Earle, Richard Bennett)                                          | 2:14 |
| 8.    | Fearless Heart (Steve Earle). Enregistrée avec Paul Franklin à la pedal steel guitar. | 4:05 |
| 9.    | Little Rock 'N' Roller (Steve Earle)                                                  | 4:51 |
| 10.   | Down The Road (Steve Earle, Jimbeau Hinson, Tony Brown)                               | 2:37 |
| 11.   | State Trooper (Bruce Springsteen)                                                     | 5:13 |
| 34:35 |                                                                                       |      |

## Musiciens
Les musiciens suivants ont participé à l'enregistrement de cet album :
- Bucky Baxter
pedal steel guitar
- Richard Bennett
guitare électrique, bte
- Emory Gordy, Jr.
contrebasse, mandoline
- Ken Moore
orgue, synthétiseur
- Harry Stinson
batterie